# 332
332 је била преступна година.

## Догађаји
- Цар Константин I и његов син Константин II  (16 година), побеђују Готске народе у Мезији. Готи постају римски савезници и штите дунавску границу.
- Константин I наставља изградњу моста (по угледу на Трајана и његовог архитекту Аполодора из Дамаска) преко Дунава, као плац за планиране кампање против локалних племена.

### Мај
- 18. мај – Константин I објављује бесплатну поделу хране грађанима у Цариграду, слично као и у граду Риму. Количина је приближно 80.000 оброка дневно, које се деле са 117 дистрибутивних пунктова широм града.